# Бирюкова, Александра Дмитриевна
Алекса́ндра Дми́триевна Бирюко́ва (10 июля 1895, Владивосток, Российская империя — 9 февраля 1967, Ричмонд-Хилл, Канада) — канадский архитектор русского происхождения. Известна как первая женщина, ставшая членом Ассоциации архитекторов провинции Онтарио (1931), а также как автор архитектурного проекта особняка канадского художника Лоурена Харриса (1930), признанного в 1975 году памятником культурного наследия города Торонто.

## Биография
Александра Бирюкова родилась 10 июля 1895 года во Владивостоке. Её отец, Дмитрий Бирюков, работал инженером на строительстве Транссибирской магистрали. Мать Юлия Бирюкова (в девичестве Гляс). В 1911—1914 годах она получила первое архитектурное образование в Императорской Академии художеств в Петрограде.
После революции семья Бирюковых эмигрировала в Рим, возможно, сначала некоторое время проведя в Гонконге. В Риме в 1922—1925 годах она продолжила обучение в высшей школе архитектуры, в 1924‒1929 стажировалась под руководством итальянского архитектора Арнальдо Фоcкини (итал. Arnaldo Foschini).
В конце 1929 года, после смерти родителей, Александра, вместе с сестрой, художницей Юлией Бирюковой (1897—1972), переехала в Торонто (по другим данным Юлия Бирюкова переехала в Канаду первой, а затем к ней приехала Александра; также, возможно, там уже жили их родственники). Приезд в Торонто Юлии, как известной европейской художницы, широко освещался в прессе, например, в «Глоб энд мейл» и «Торонто стар», в которых писалось, что это честь для них, что такая художница теперь называет Торонто своим домом. Здесь она быстро нашла работу, сблизилась с местными художниками, её работы стали показываться на выставках.
В Торонто Александра почти сразу начала частную архитектурную практику. Благодаря знакомствам сестры, она также быстро познакомилась с ведущими местными художниками и архитекторами, в частности с представителями «Группы семи». Первым и, как оказалось впоследствии, единственным заказом Бирюковой был проект особняка канадского художника Лоурена Харриса, лидера «Группы семи», который она выполнила в 1930 году. Первоначально Харрис заказал архитектурный проект Дугласу Кертланду, однако затем, Бирюкова привлекла его внимание, и он достался ей. Трёхэтажное здание в стиле арт-деко было построено в 1931 году, оно очень выделялось на фоне застройки города в более традиционном стиле.
В 1931 году в соответствии с Актом об архитекторах (англ. Architects Act, 1931), требующим всех практикующих архитекторов в провинции Онтарио быть зарегистрированными в Ассоциации архитекторов провинции Онтарио (англ. Ontario Association of Architects (OAA)), Александра Бирюкова подала заявку на вступление в ассоциацию, которая была единогласно одобрена архитекторами Дугласом Кертландом и Фердинандом Гербертом Марани (англ. Marani, Ferdinand Herbert), а также Лоуреном Харрисом. Она была первой женщиной, ставшей членом OAA.
Несмотря на то, что её первый заказ был довольно престижным, больше заказов она не получала. Среди возможных причин исследователи называют влияние Великой депрессии, из-за которой объёмы строительства были снижены, слишком модернистский подход к архитектуре в достаточно консервативном городе, а также то, что она была женщиной, к тому же иностранкой. В 1934 году Бирюкова вышла из OAA, и в том же году Лоурен Харрис покинул Торонто.
После этого она больше не возвращалась к архитектурной практике. В середине 1930-х годов Александра Бирюкова прошла обучение сестринскому делу и до выхода на пенсию 1960-х годах работала медсестрой в туберкулезном госпитале в Торонто (ныне West Park Hospital). Исследователи отмечают, что знавшие её в тот период не догадывались, что она была архитектором. Умерла в городе Ричмонд-Хилл 9 февраля 1967 года.